# Monsperger András
Monsperger András (Kapuvár (Sopron megye), 1708. november 2. – Leopoldváros, 1771. június 10.) Jézus-társasági áldozópap.

## Élete
1728-ban lépett a rendbe; 1737-ben Kassán retorikát tanított. 1738-tól 1741-ig teológiát tanult Nagyszombatban; azután 15 évig több helyt volt magyar hitszónok; Leopoldvárosban nyolc évig plébános, egyszersmind a rendház főnöke.

## Munkái
- Metamorphosis rhetoris in philosophum. Cassoviae, 1737
- Nagy lelkü emberangyal, az az néhai felséges Károly Jósef Emanuel Magyar- és Csehországok királyi… és Hetruriai nagyherczegnek halotti dicsérete, melyet t. n. Soprony vármegye… mondatott a Jesus társaságának Szent György templomában 1761 Bőjtmáshava 10. Sopronyban